# Tobias pustulosus
Tobias pustulosus là một loài nhện trong họ Thomisidae.
Loài này thuộc chi Tobias. Tobias pustulosus được Cândido Firmino de Mello-Leitão miêu tả năm 1929.